# 이나즈마 일레븐 GO 갤럭시
《이나즈마 일레븐 GO 갤럭시 빅뱅/슈퍼노바》(일본어: イナズマイレブンGO ギャラクシービッグバン/スーパーノヴァ)는 일본에서 2013년 12월 5일에 발매된 닌텐도 3DS용 수집 육성 축구 RPG이다. LEVEL-5가 제작한 게임으로, 《이나즈마 일레븐 시리즈》의 속편이다. 또, 본작을 원작으로 한 TV 애니메이션 《이나즈마 일레븐 GO 갤럭시》가 2013년 5월 8일부터 방영되고 있다.